# Ulota magellanica
Ulota magellanica är en bladmossart som beskrevs av Georg Friedrich von Jaeger 1874. Ulota magellanica ingår i släktet ulotor, och familjen Orthotrichaceae. Inga underarter finns listade i Catalogue of Life.